# Колодіївка (Рівненський район)
Коло́діївка — село у складі Великомежиріцької громади Рівненського району Рівненської області; населення — 321 особа; перша згадка — 1544 рік[джерело?]; первісна назва — Велика Харуча.
У селі діють загальноосвітня школа І ступеня, клуб, фельдшерсько-акушерський пункт, церква св. Іоанна Предтечі.
У 1965 році був встановлений пам'ятний знак землякам, які загинули у Другу світову війну.

## Історія
У 1906 році село Велика Харуча Межиріцької волості Рівненського повіту Волинської губернії. Відстань від повітового міста 47 верст, від волості 2. Дворів 62, мешканців 432.

## Населення

### Мова
Розподіл населення за рідною мовою за даними перепису 2001 року:
| Мова       | Кількість | Відсоток |
| ---------- | --------- | -------- |
| українська | 318       | 99.07%   |
| російська  | 3         | 0.93%    |
| Усього     | 321       | 100%     |